# Pasi Nurminen
Pasi Nurminen, född 17 december 1975 i Lahtis, är en före detta ishockeyspelare, målvakt.
Pasi Nurminen blev utsedd till årets målvakt i FM-ligan 2000/2001 med Jokerit. 2001 draftades han av Atlanta Trashers i sjätte rundan som #189 totalt. Han har spelat 125 matcher med NHL-laget Atlanta Thrashers. 2005 tvingades han avsluta sin karriär som ishockeyspelare på grund av en allvarlig knäskada.

## Klubbar
- Malmö Redhawks (2004/2005)
- Pelicans Lahtis (hösten 2004/2005)
- Atlanta Thrashers (2001/2002-2003/2004)
- Jokerit (1999-2000/2001)
- HPK (1998)
- Reipas Lahti (moderklubb)